# Сташків Богдан Іванович
Богдан Іванович Сташків (нар. 23 червня 1948) — український педагог, Кандидат юридичних наук (1997), Відмінник освіти України, Заслужений працівник народної освіти України (1999).

## Життєпис
Народився 23 червня 1948 року в с. Блажів Самбірського району Львівської області.
Трудову діяльність розпочав у 1964 році робітником Полтавського УВП УТОС. Без відриву від виробництва у 1967 році із золотою медаллю закінчив Полтавську вечірню середню школу робітничої молоді № 1. У 1973 році закінчив юридичний факультет Київського державного університету ім. Т. Г. Шевченка.
З 1973 року викладач юридичних дисциплін, завідувач юридичного відділення, заступник директора з навчальної роботи Чернігівського юридичного технікуму (після реорганізації — Чернігівського юридичного коледжу). З 2003 року заступник директора з навчальної роботи, з 2005 року перший проректор з наукової та навчальної роботи Чернігівського державного інституту права, соціальних технологій та праці.
Очолював методичне об'єднання викладачів правових дисциплін середніх спеціальних навчальних закладів Чернігова. Член Української асоціації фахівців трудового права. Член редакційної колегії щомісячного інформаційного та науково-виробничого журналу «Соціальний захист».

## Нагороди та відзнаки
- Відмінник освіти України.
- Заслужений працівник народної освіти України (1999).

Неодноразово нагороджувався Грамотами Міністерства праці та соціальної політики України.

## Науковий доробок
Автор понад 100 наукових і навчально-методичних праць, у тому числі навчальних посібників, зокрема:
- «Теорія права соціального забезпечення» (2005);
- «Право соціального обслуговування» (2007);
- «Великий енциклопедичний юридичний словник», у співавторстві (2007).

Опублікував низку статей з питань правового виховання учнів у журналах «Среднее специальное образование», «Радянське право», методичні розробки «Правовое воспитание учащихся средних специальных учебных заведений во внеучебное время» (1984), "Методические рекомендации по организации работы кабинета права в средних специальных учебных заведениях (1989), Програму з основ права (Методичні рекомендації до складання робочих програм з гуманітарних і соціально-економічних дисциплін, 1995).